# Jean Éon (résistant)
Pour les articles homonymes, voir Jean Éon.
Jean Éon (Rouen, 15 juin 1915 - Mort pour la France le 28 janvier 1945 à Grussenheim) est un militaire français, Compagnon de la Libération à titre posthume par décret du 17 novembre 1945. Engagé dans les forces françaises libres par refus de l'armistice du 22 juin 1940, il participe aux campagnes d'Afrique du Nord, du Moyen-Orient et d'Italie. Il est tué au combat lors de la libération de la France.

## Biographie
Jean Éon naît le 15 juin 1915 à Rouen d'un père capitaine au long cours
. Il est employé dans une entreprise française basée au Cameroun lorsque survient la Seconde Guerre mondiale. En 1940, refusant la défaite, il décide de rallier les forces françaises libres et est affecté en décembre à la 13e demi-brigade de légion étrangère (13e DBLE). Dans les rangs de celle-ci, il participe à la campagne d'Érythrée puis à celle de Syrie en juin 1941
. Ses facultés de commandement l'amènent à suivre les cours d'officier d'où il ressort avec le grade d'aspirant. Toujours au sein de la 13e DBLE, il est impliqué dans la guerre du désert au cours de laquelle il participe à la seconde bataille d'El Alamein, puis à la campagne de Tunisie.
Mis à la tête d'une section de canons, il est engagé dans la campagne d'Italie au cours de laquelle il se distingue particulièrement le 24 mai 1944 en permettant, grâce à l'appui de ses tirs d'artillerie, la progression d'une unité d'infanterie prise sous le feu ennemi. Promu sous-lieutenant, il débarque en Provence avec son unité le 15 août 1944 et participe à la libération de la France en progressant dans la vallée du Rhône puis dans les Vosges avant d'entrer en Alsace. Le 28 janvier 1945 à Grussenheim, lors des opérations de réduction de la poche de Colmar, Jean Éon est chargé de soutenir les hommes du 1er bataillon de légion étrangère qui progresse aux abords de la ville. Afin de mieux diriger ses tirs, il se poste dans une zone dangereuse, balayée par les armes ennemies. Il est alors fauché par une rafale de mitrailleuse allemandes.

## Décorations
- Chevalier de la Légion d'honneur
- Compagnon de la Libération par décret du 17 novembre 1945[5]
- Croix de guerre 1939–1945 (2 citations)
- Médaille de la Résistance française par décret du 26 mars 1945[6]